# Калвил
Калвил (фр. Calleville) насеље је и општина у северној Француској у региону Горња Нормандија, у департману Ер која припада префектури Берне.
По подацима из 2011. године у општини је живело 671 становника, а густина насељености је износила 78,3 становника/km². Општина се простире на површини од 8,57 km². Налази се на средњој надморској висини од 126 метара (максималној 144 m, а минималној 65 m).

## Демографија
| 1962. | 1968. | 1975. | 1982. | 1990. | 1999. | 2011. |
| ----- | ----- | ----- | ----- | ----- | ----- | ----- |
| 311   | 345   | 427   | 493   | 551   | 543   | 671   |

График промене броја становника у току последњих година